# Пуерто-де-ла-Крус
Пуерто-де-ла-Крус (ісп. Puerto de la Cruz) — місто і муніципалітет в Іспанії, у складі автономної спільноти Канарські острови, у провінції Санта-Крус-де-Тенерифе, на острові Тенерифе. Населення — 32 571 особа (2010).
Місто розташоване на відстані близько 1780 км на південний захід від Мадрида, 27 км на захід від Санта-Крус-де-Тенерифе.

## Демографія
Динаміка населення (INE ):

## Відомі жителі
- Августин Августинович Бетанкур (1758—1824), іспанський, потім російський державний діяч і вчений.
- Міхаель Вайкат (народ. 1962), гітарист пауер-метал групи Helloween, проживає у місті.
- Енді Деріс (народ. 1964), вокаліст відомої пауер-метал групи Helloween, власник студії «Mi Sueno», проживає у місті.
- Томас Іріарте (1750—1791), іспанський поет і байкар.

## Уродженці
- Айосе Гарсія (*1985) — іспанський футболіст, півзахисник.

## Галерея зображень

Розташування муніципалітету на острові Тенерифе
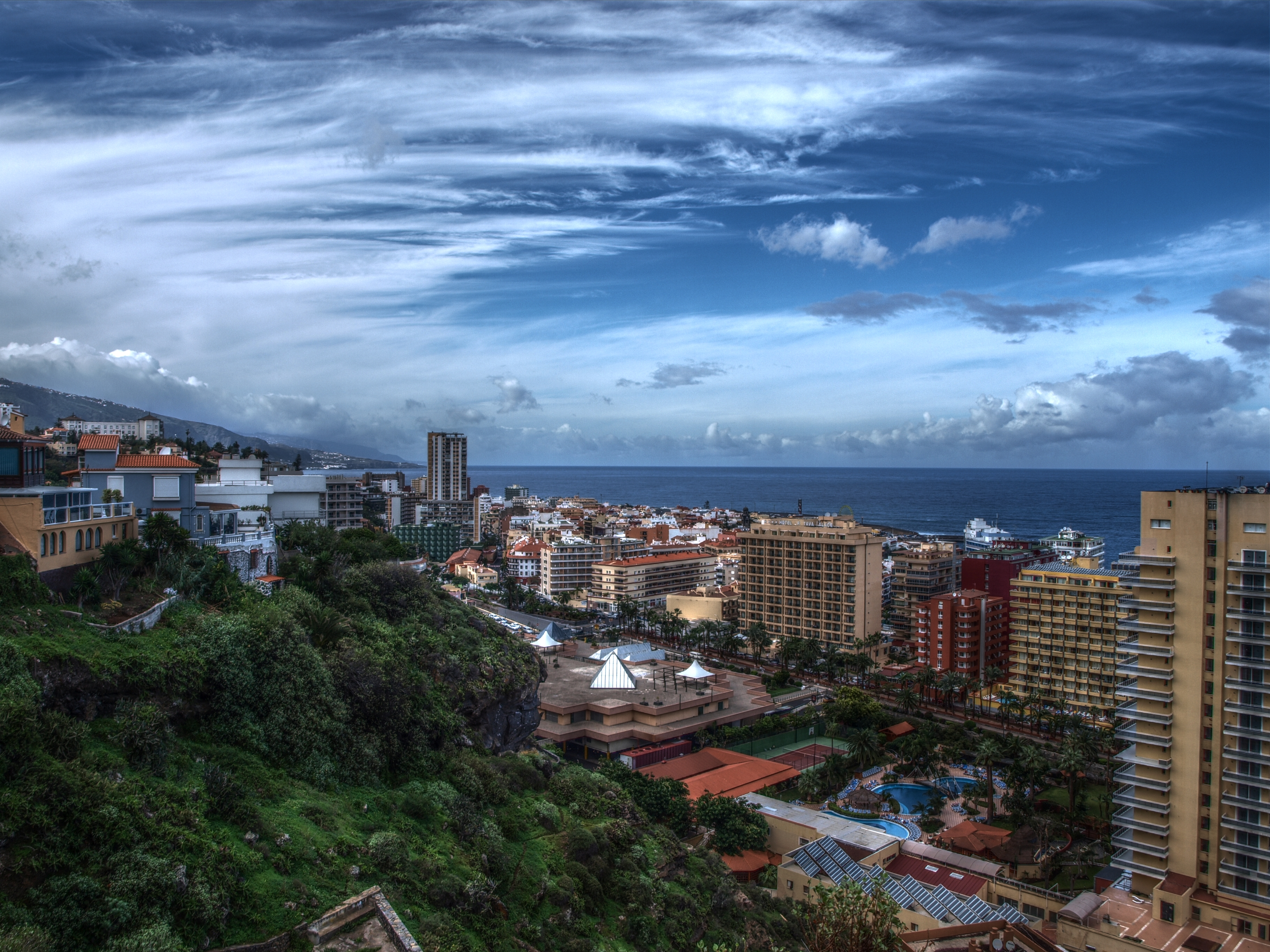
Пуерто-де-ла-Крус
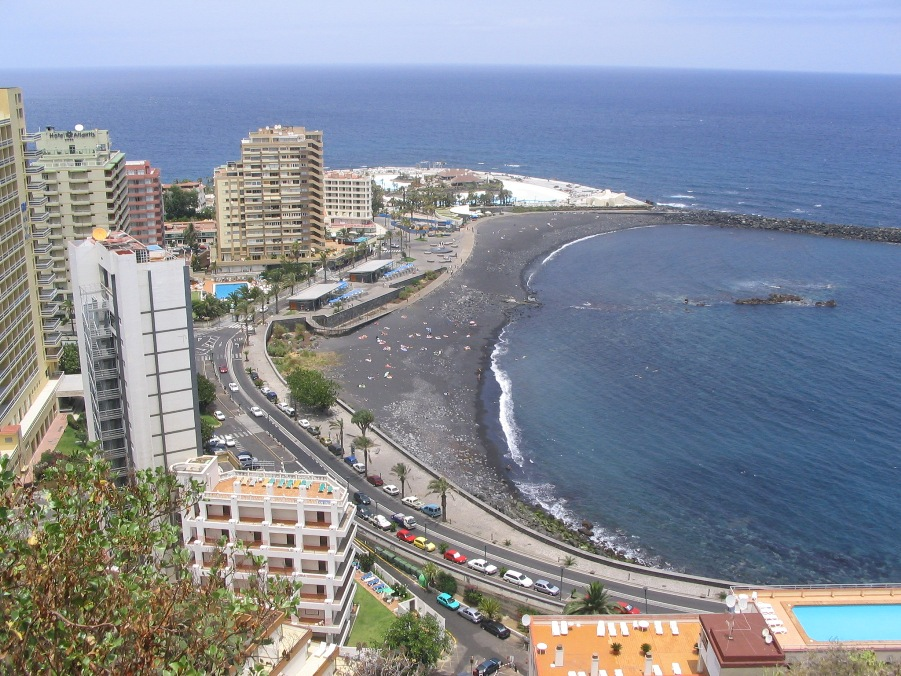
Пляж Мартіанес у Пуерто-де-ла-Крус
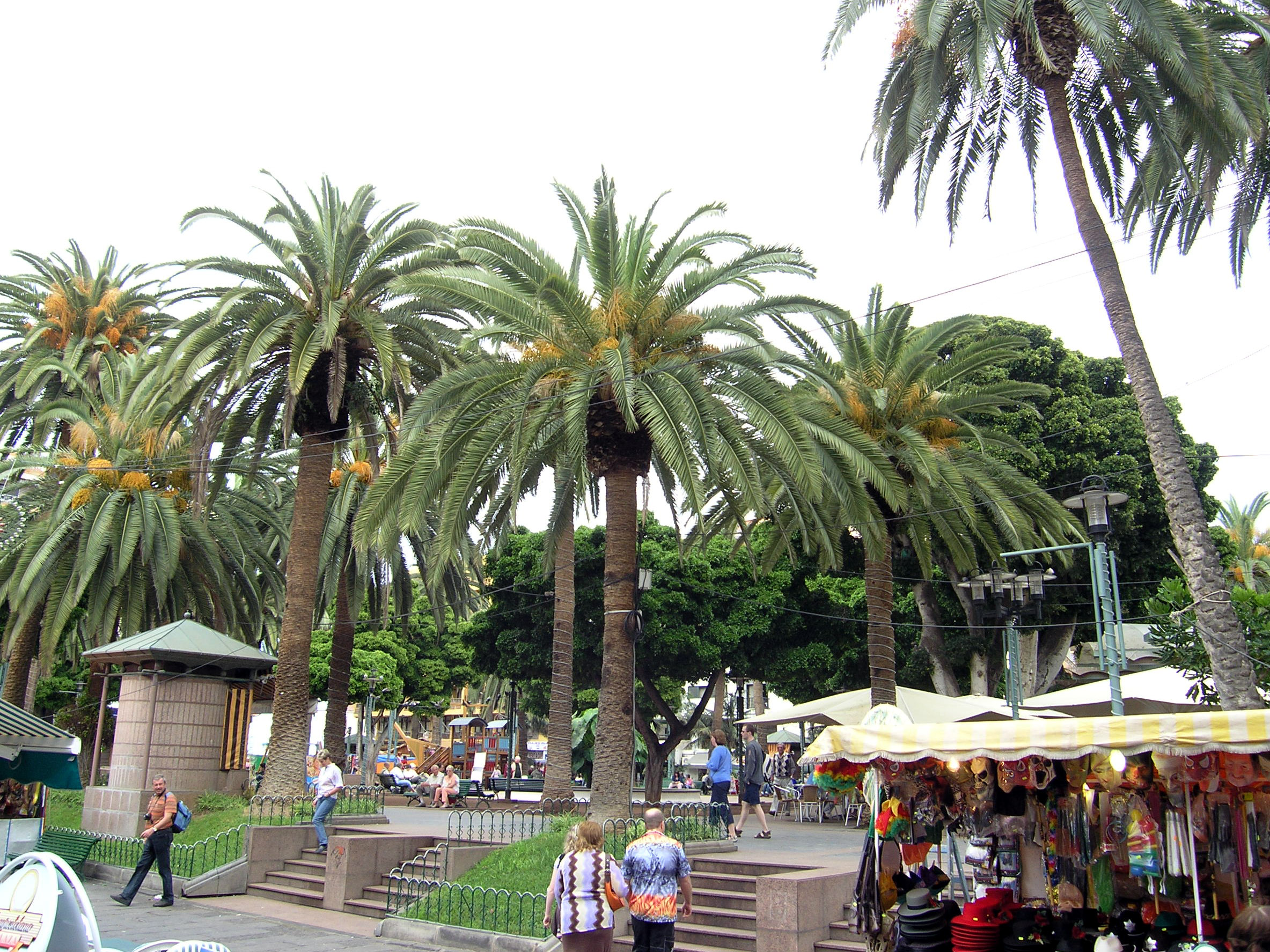
Пласа-дель-Чарко
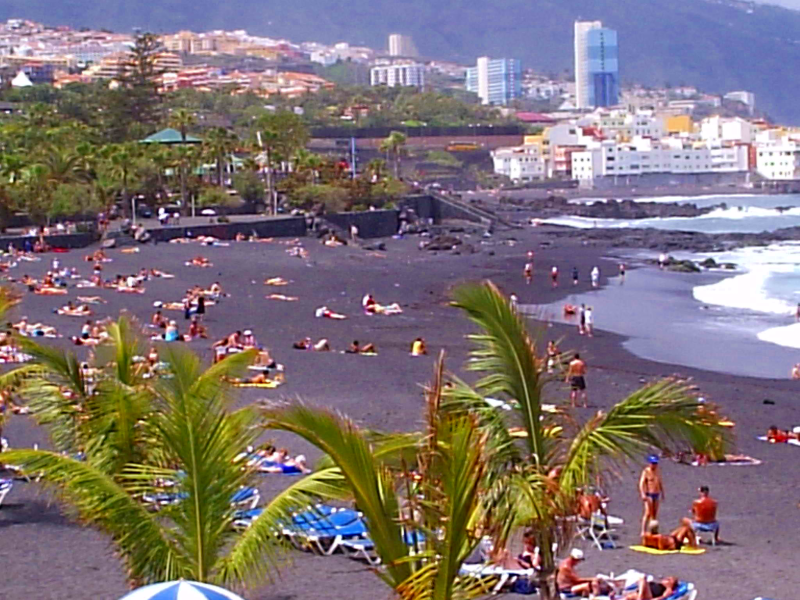
Пляж Хардін
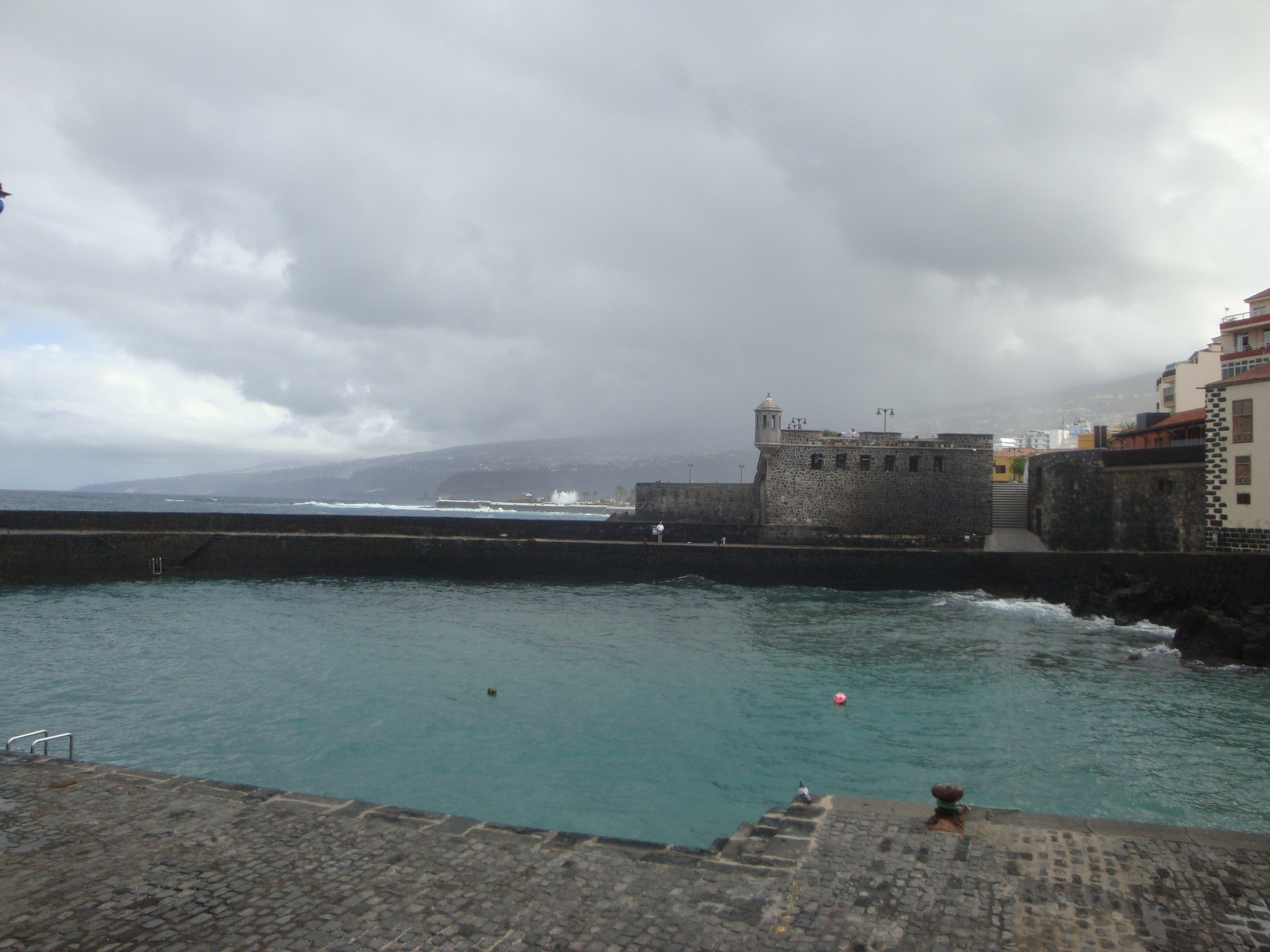
Пуерто-де-ла-Крус
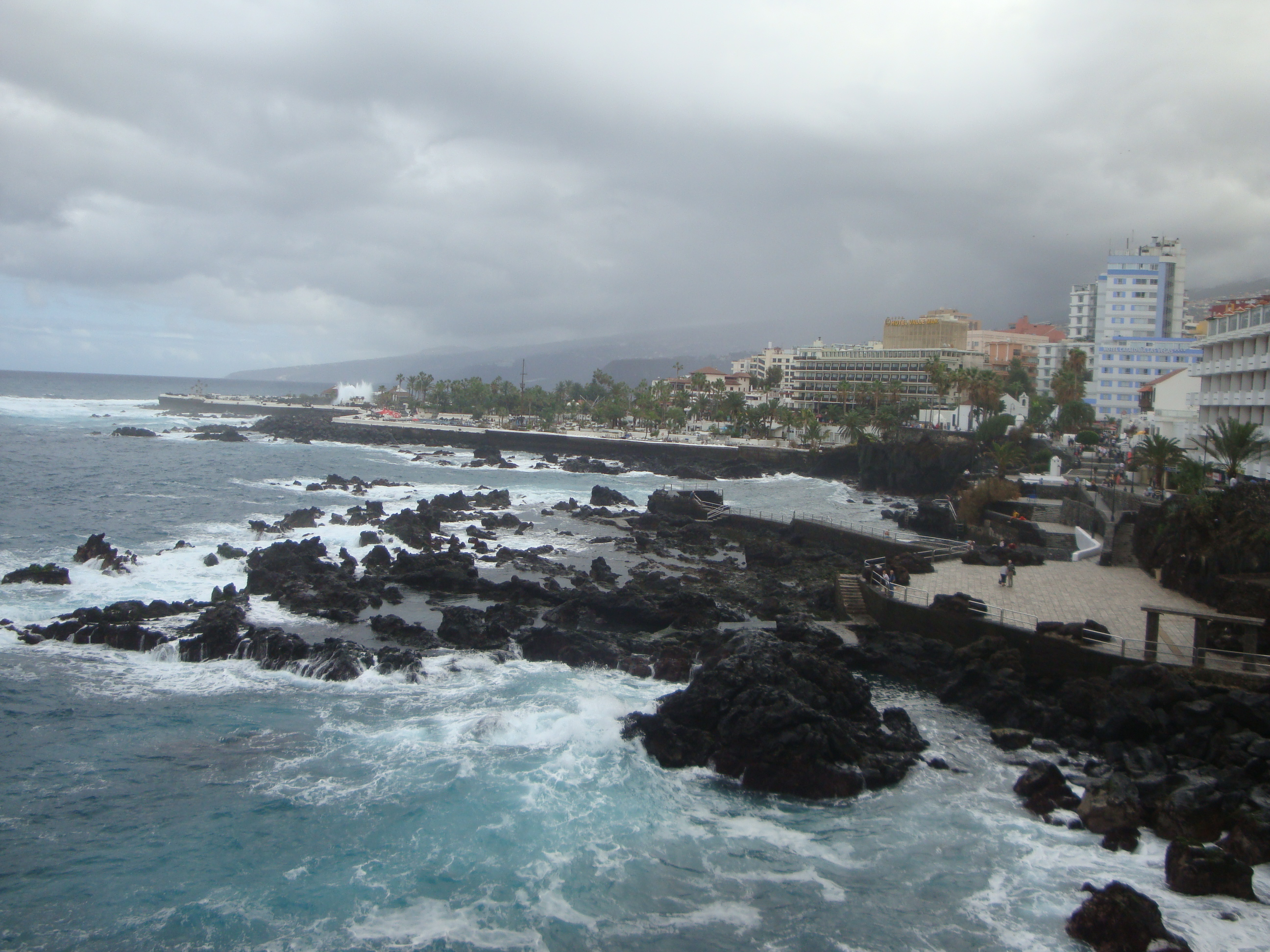
Пуерто-де-ла-Крус